# Rallye Japan

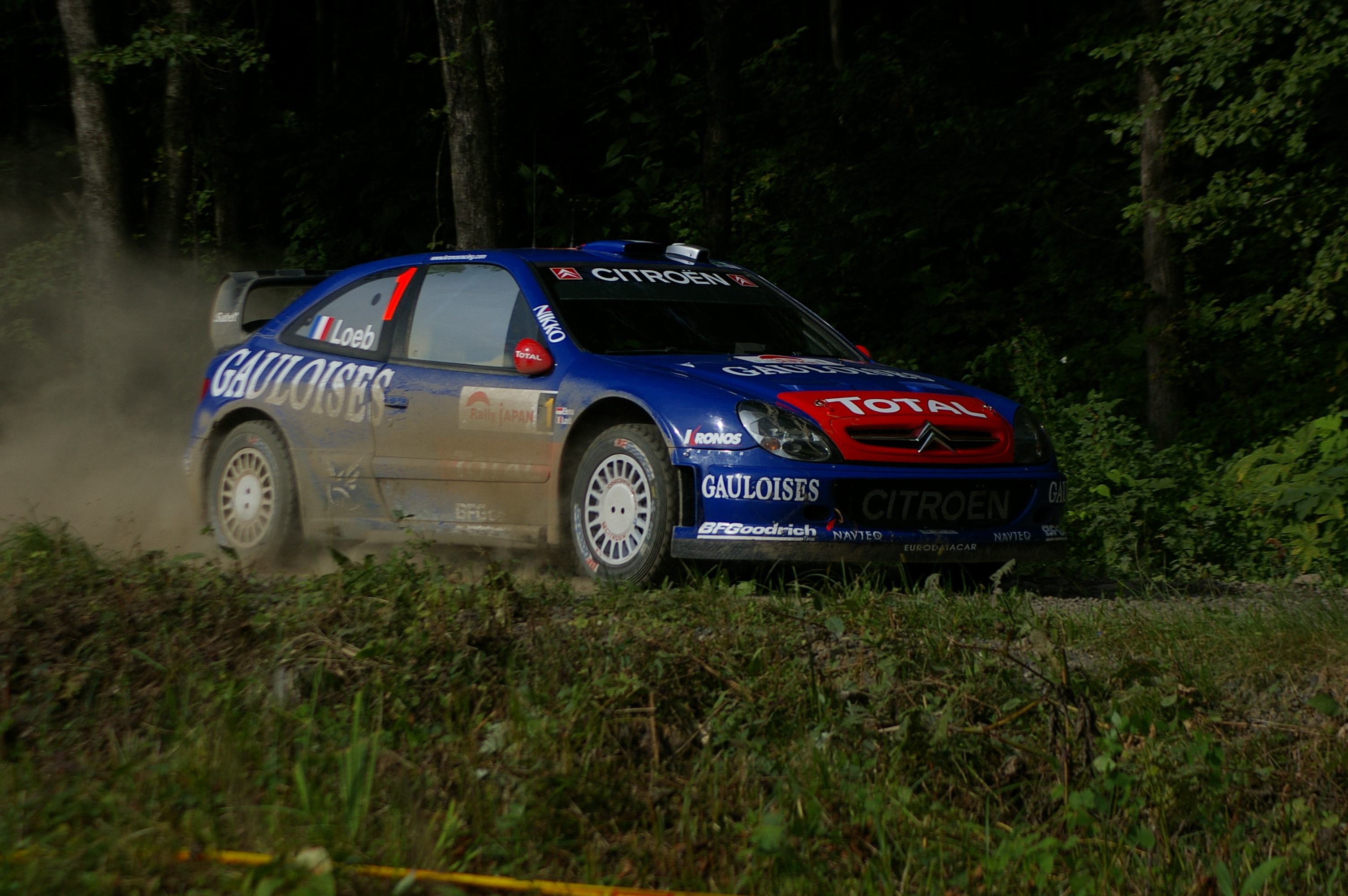
Sébastien Loeb und Daniel Elena bei Rallye Japan 2006.

Die Rallye Japan wurde zwischen 2004 und 2010 sechsmal ausgetragen als Rallye-Weltmeisterschaftslauf (WRC). 
Die Rallye war ein Motorsport-Wettbewerb in Hokkaidō, Japan. Die Veranstaltung war seit der Einführung in der Saison 2004 ein FIA-Rallye-Weltmeisterschaftslauf. Von 2004 bis 2007 wurde die Rallye auf den kurvenreichen und schmalen Schotterstraßen in der Region Nähe Tokachi Obihiro gefahren. Für die Saison 2008 wurde die Veranstaltung in die Region von Sapporo, der Hauptstadt Hokkaidō verschoben. Die Rallye Japan wurde im Jahr 2009 nicht durchgeführt, kehrte im Jahr 2010 jedoch in den Weltmeisterschaftskalender zurück.

## Gesamtsieger
| Jahr | Rallye       | Gesamtsieger     | Gesamtsieger     | Auto                   |
| Jahr | Rallye       | Fahrer           | Beifahrer        | Auto                   |
| ---- | ------------ | ---------------- | ---------------- | ---------------------- |
| 2004 | Rallye Japan | Petter Solberg   | Phil Mills       | Subaru Impreza WRC     |
| 2005 | Rallye Japan | Marcus Grönholm  | Timo Rautiainen  | Peugeot 307 WRC        |
| 2006 | Rallye Japan | Sébastien Loeb   | Daniel Elena     | Citroën Xsara WRC      |
| 2007 | Rallye Japan | Mikko Hirvonen   | Jarmo Lehtinen   | Ford Focus RS WRC      |
| 2008 | Rallye Japan | Mikko Hirvonen   | Jarmo Lehtinen   | Ford Focus RS WRC      |
| 2010 | Rallye Japan | Sébastien Ogier  | Julien Ingrassia | Citroën C4 WRC         |
| 2022 | Rallye Japan | Thierry Neuville | Marijn Wydaeghe  | Hyundai i20 N Rally1   |
| 2023 | Rallye Japan | Elfyn Evans      | Scott Martin     | Toyota GR Yaris Rally1 |
| 2024 | Rallye Japan | Elfyn Evans      | Scott Martin     | Toyota GR Yaris Rally1 |